# Hemitilapia oxyrhyncha
Hemitilapia oxyrhyncha – gatunek słodkowodnej ryby okoniokształtnej z rodziny pielęgnicowatych (Cichlidae), jedyny przedstawiciel rodzaju Hemitilapia. Bywa hodowana w akwariach.

## Występowanie
Gatunek endemiczny Jeziora Malawi w Afryce.

## Charakterystyka
Osiąga w naturze do 20 cm długości. Roślinożerna.

## Warunki w akwarium
| Zalecane warunki w akwarium | Zalecane warunki w akwarium |
| --------------------------- | --------------------------- |
| Zbiornik                    | duży                        |
| Temperatura wody            | 24–27 °C                    |
| Twardość wody               | twarda 8–25°n               |
| Skala pH                    | 7,3–8,8                     |
| Pokarm                      | żywy, mrożony               |

## Ochrona
Gatunek wpisany do Czerwonej księgi gatunków zagrożonych w kategorii LC.